# Julianne Phillips
Julianne Phillips, geboren als Julianne Smith, (Lake Oswego, 6 mei 1960) is een Amerikaans actrice en voormalig fotomodel. Zij speelde onder meer hoofdpersonage Francesca 'Frankie' Reed Margolis in 93 afleveringen van de televisieserie Sisters (1991-1996). Ze maakte in 1986 haar debuut op het grote scherm, als Sally in de filmkomedie Odd Jobs.
Phillips trouwde in 1985 met zanger Bruce Springsteen, maar hun huwelijk liep in 1989 stuk.

## Filmografie
*Exclusief acht televisiefilms
- Colin Fitz (1997)
- Allie & Me (1997)
- Hollywood Boulevard (1996)
- Big Bully (1996)
- Fletch Lives (1989)
- Skin Deep (1989)
- Sweet Lies (1988)
- Seven Hours to Judgment (1988)
- A Fine Mess (1986)
- Odd Jobs (1986)

- Biblioteca Nacional de España: XX1112283
- Bibliothèque nationale de France: cb14215776n (data)
- International Standard Name Identifier: 0000 0000 7822 7281
- Library of Congress Control Number: no96051031
- MusicBrainz: 4a757646-f9cf-490a-9816-0ae5ac3545f7
- Virtual International Authority File: 4526116
- WorldCat: E39PBJqbmX4mTmwxcBJGCwxYyd